# Décès en 1384
Décès
- 1380
- 1381
- 1382
- 1383
- 1384
- 1385
- 1386
- 1387
- 1388

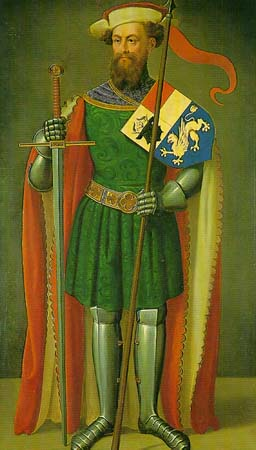
Magnus Ier de Mecklembourg, mort en 1384.

Cette page dresse une liste de personnalités mortes au cours de l'année 1384 :
- 30 janvier : Louis de Mâle, comte de Flandre.
- février : Binnya U, huitième souverain du royaume d'Hanthawaddy, en Basse-Birmanie.
- 7 juin : Simon de Langres, évêque de Nantes puis de Vannes, maître de l'ordre des Prêcheurs, nonce apostolique en France.
- 8 juin : Kanami, le créateur du théâtre Nô.
- 18 juin : Béatrice Reine della Scala, ou Beatrice Regina della Scala, noble italienne de la famille Della Scala.
- 20 août : Geert Groote (Gerardus Magnus, né en 1340), prédicateur hollandais fondateur du groupe des Frères de la vie commune (1376).
- 1er septembre : Magnus Ier de Mecklembourg, co-duc de Mecklembourg puis duc de Mecklembourg.
- 10 septembre : Jeanne de Penthièvre, dite la boiteuse, duchesse de Bretagne et dame de Mayenne.
- 17 septembre : Guillaume Poulart, évêque de Rennes puis évêque de Saint-Malo.
- 20 septembre : Louis Ier d'Anjou, second fils de Jean II le Bon, comte, puis duc d'Anjou, roi titulaire de Naples.
- 21 septembre : Mathilde de Gueldre, duchesse de Gueldre et comtesse de Zutphen.
- octobre : Jeanne Holland, duchesse consort de Bretagne.
- 9 décembre : Béatrix de Bretagne, noble de Bretagne.
- 31 décembre : John Wyclif (Wycliffe), réformateur anglais.

- Jean Bernier, chevalier, sénéchal, bailli, gouverneur, conseiller du roi de France, prévôt de Paris et maître des requêtes de l'Hôtel du Roi.
- Cécile de Comminges, noble dame française, comtesse d'Urgel.
- Pierre d'Enghien, comte de Lecce.
- Abderrahmane El Waghlissi, jurisconsulte, savant et imam algérien

## Crédit d'auteurs
- Cet article est partiellement ou en totalité issu de l'article intitulé « 1384 » (voir la liste des auteurs).